# Неустойчивост на Келвин – Хелмхолц
Неустойчивостта на Келвин – Хелмхолц е вълново движение, възникващо при контакта на два топлинно устойчиви флуида, движещи се с различна скорост в едно направление. Явлението е изследвано през  XIX век от физиците Келвин и Херман фон Хелмхолц, на които е наречен. Те установяват, че разликата в скоростите на двата флуида предизвиква напречни турбулентни движения в контактната зона между тях. Неустойчивостта на Келвин – Хелмхолц се наблюдава при динамиката на атмосферата и океаните, при поведението на плазмата и други.